# Sanefa

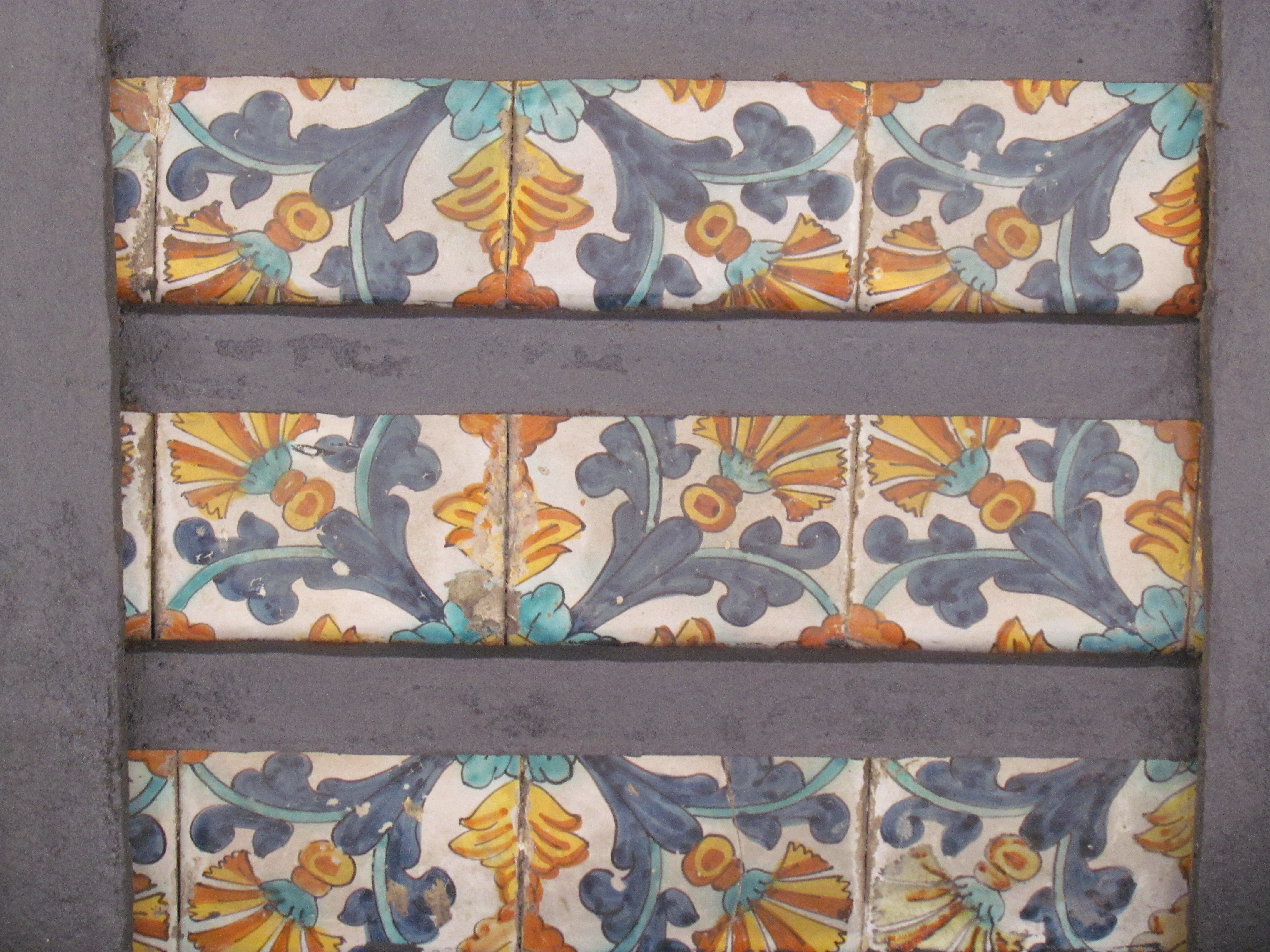
Vista de rajoles de baixos de balcó a Mataró

Una sanefa és un dibuix ornamental al qual és repeteixen uns motius abstractes o florals per emmarcar un element arquitectural, un element figuratiu (mosaic, dibuix, pintura mural…) o un text. La paraula prové de l'àrab [șanifa] que significa vora, voraviu.